# Gare d’Arenc-Euroméditerranée
Gare d’Arenc-Euroméditerranée vasútállomás Franciaországban, Marseille településen.

## Vasútvonalak
Az állomást az alábbi vasútvonalak érintik:
- L’Estaque–Marseille-Joliette-vasútvonal

## Kapcsolódó állomások
A vasútállomáshoz az alábbi állomások vannak a legközelebb:
- Gare de L'Estaque
- Gare de Marseille-Saint-Charles